# 楔羽双盖蕨
楔羽双盖蕨（学名：Allantodia subdilatata）也称楔羽短肠蕨，为蹄盖蕨科双盖蕨属下的一个种。